# شنا در مسابقات جهانی ورزش‌های آبی ۲۰۰۹
شنا یکی از رشته‌های ورزشی مسابقات جهانی ورزش‌های آبی ۲۰۰۹ بوده است.

## جدول مدال‌ها
| رتبه  | کشور                | طلا | نقره | برنز | مجموع |
| ۱     | ایالات متحده آمریکا | ۱۰  | ۶    | ۶    | ۲۲    |
| ۲     | آلمان               | ۴   | ۴    | ۱    | ۹     |
| ۳     | چین                 | ۴   | ۲    | ۴    | ۱۰    |
| ۴     | استرالیا            | ۳   | ۴    | ۹    | ۱۶    |
| ۵     | ایتالیا             | ۳   | ۰    | ۱    | ۴     |
| ۶     | بریتانیای کبیر      | ۲   | ۳    | ۲    | ۷     |
| ۷     | مجارستان            | ۲   | ۱    | ۳    | ۶     |
| ۸     | صربستان             | ۲   | ۱    | ۰    | ۳     |
| ۸     | برزیل               | ۲   | ۱    | ۰    | ۳     |
| ۱۰    | روسیه               | ۱   | ۵    | ۱    | ۷     |
| ۱۱    | ژاپن                | ۱   | ۲    | ۱    | ۴     |
| ۱۲    | تونس                | ۱   | ۲    | ۰    | ۳     |
| ۱۳    | دانمارک             | ۱   | ۱    | ۰    | ۲     |
| ۱۳    | سوئد                | ۱   | ۱    | ۰    | ۲     |
| ۱۳    | زیمبابوه            | ۱   | ۱    | ۰    | ۲     |
| ۱۶    | آفریقای جنوبی       | ۱   | ۰    | ۲    | ۳     |
| ۱۷    | هلند                | ۱   | ۰    | ۱    | ۲     |
| ۱۸    | فرانسه              | ۰   | ۳    | ۳    | ۶     |
| ۱۹    | کانادا              | ۰   | ۲    | ۱    | ۳     |
| ۲۰    | لهستان              | ۰   | ۱    | ۰    | ۱     |
| ۲۱    | اسپانیا             | ۰   | ۰    | ۳    | ۳     |
| ۲۲    | اتریش               | ۰   | ۰    | ۱    | ۱     |
| ۲۲    | لیتوانی             | ۰   | ۰    | ۱    | ۱     |
| ۲۲    | نروژ                | ۰   | ۰    | ۱    | ۱     |
| ۲۲    | رومانی              | ۰   | ۰    | ۱    | ۱     |
| مجموع | مجموع               | ۴۰  | ۴۰   | ۴۲   | ۱۲۲   |